# Церковь Святой Вальбурги (Престон)
Церковь Святой Вальбурги — римско-католический храм в Престоне, графство Ланкашир, Англия. Расположена в северо-западной части центра города, на Уэстон-стрит. Построена в середине XIX века в неоготическом стиле по проекту архитектора Джозефа Хэнсома. Известна высоким шпилем, третьим по высоте в Англии (после Нориджского собора и собора в Солсбери) и первым по высоте среди английских приходских церквей. Памятник исторического наследия Англии.
В середине XIX века в Англии был снят запрет на проведение католических обрядов, и католическая церковь стала возрождаться. Расцвет текстильного производства в Ланкашире позволил католической общине заложить большой интересный храм. В 1847 году было принято решение, в 1850 — начато строительство, а 3 августа 1854 года состоялось открытие новой церкви.
Церковь Святой Вальбурги называют «архитектурной жемчужиной северо-запада Англии». Джозеф Хэнсом гармонично и творчески воссоздал традиционный готический облик храма с высокой деревянной крышей и сильно выступающими контрфорсами. Западный фасад из красного песчаника украшен розой диаметром 7 метров почти во всю ширину нефа. Роза и большие окна в боковых фасадах дают единому четырнадцатипролётному объёму массу света.
Колокольня церкви высотой 94 метра оснащена колоколом весом в 1.5 тонны, самым тяжёлым в Ланкашире. Поскольку летом на колокольне гнездятся птицы охраняемых видов, колокол звонит только зимой. Туристы могут подняться на колокольню по вечерам в выходные дни за небольшую плату.